# Cyclohexénone
La cyclohexénone est un composé organique cyclique de formule C6H8O. C'est un intermédiaire usuel en synthèse organique pour un grand nombre de produits chimiques, composés pharmaceutiques ou parfums. Elle se présente sous la forme d'un liquide brun foncé de point d'ébullition de 171 à 173 °C.

## Synthèse
La cyclohexénone peut être synthétisée de différentes façons.
En laboratoire, une méthode à présent bien développée est la réduction et l'hydrolyse acide de la 3-éthoxy-2-cyclohexéne-1-one, qui peut quant à elle être obtenue à partir du résorcinol ou de la cyclohexane-1,3-dione :
.
On peut aussi faire réagir l'anisole dans l'ammoniaque par réduction de Birch suivie d'une hydrolyse acide et d'un réarrangement de la double liaison C-C créée :
.
Il est également possible de faire réagir la cyclohexanone par α-bromation puis élimination, ou encore le 3-chlorocyclohexène par hydrolyse et oxydation.
Dans l'industrie, la cyclohexénone est préparée à partir du phénol par réduction de Birch, ou par oxydation catalytique du cyclohexène, par exemple avec du peroxyde d'hydrogène sur un catalyseur au vanadium, de nomreuses méthodes avec différents oxydants et catalyseurs ayant été brevetées.

## Réactivité
La cyclohexénone  est souvent utilisée dans les additions nucléophiles conjuguées avec les organocuprates, dans les additions de Michael et les annélations de Robinson,.